# Caffrogobius natalensis
Caffrogobius natalensis és una espècie de peix de la família dels gòbids i de l'ordre dels perciformes.

## Morfologia
- Els mascles poden assolir 10,2 cm de longitud total.[4][5]

## Hàbitat
És un peix de clima subtropical i demersal.

## Distribució geogràfica
Es troba a Àfrica: Sud-àfrica.

## Observacions
És inofensiu per als humans.